# Ploumoguer
Ploumoguer (bretonisch Ploñger) ist eine französische Gemeinde mit 2097 Einwohnern (Stand 1. Januar 2022) im Nordwesten der Bretagne im Département Finistère.

## Lage
Die Gemeinde befindet sich nahe der Atlantikküste bei der Côte des Abers und der Mündung der Bucht von Brest (Rade de Brest) in den offenen Atlantik.
Brest liegt 18 Kilometer südöstlich und Paris etwa 520 Kilometer östlich (Angaben in Luftlinie).

## Verkehr
Bei Brest enden die Europastraße 50 (Brest-Rennes) und  Europastraße 60 (Brest-Nantes). Der Bahnhof von Brest ist Endpunkt des TGV Atlantique nach Paris sowie der Regionalbahnlinien in Richtung Rennes und Nantes. 
Nahe der Großstadt Brest befindet sich der Regionalflughafen Aéroport de Brest Bretagne.

## Bevölkerungsentwicklung
| Jahr                       | 1962 | 1968 | 1975 | 1982 | 1990 | 1999 | 2006 | 2017 |
| Einwohner                  | 1562 | 1475 | 1361 | 1560 | 1602 | 1646 | 1880 | 2063 |
| Quellen: Cassini und INSEE |      |      |      |      |      |      |      |      |

## Sehenswürdigkeiten
- Kirche Saint-Pierre

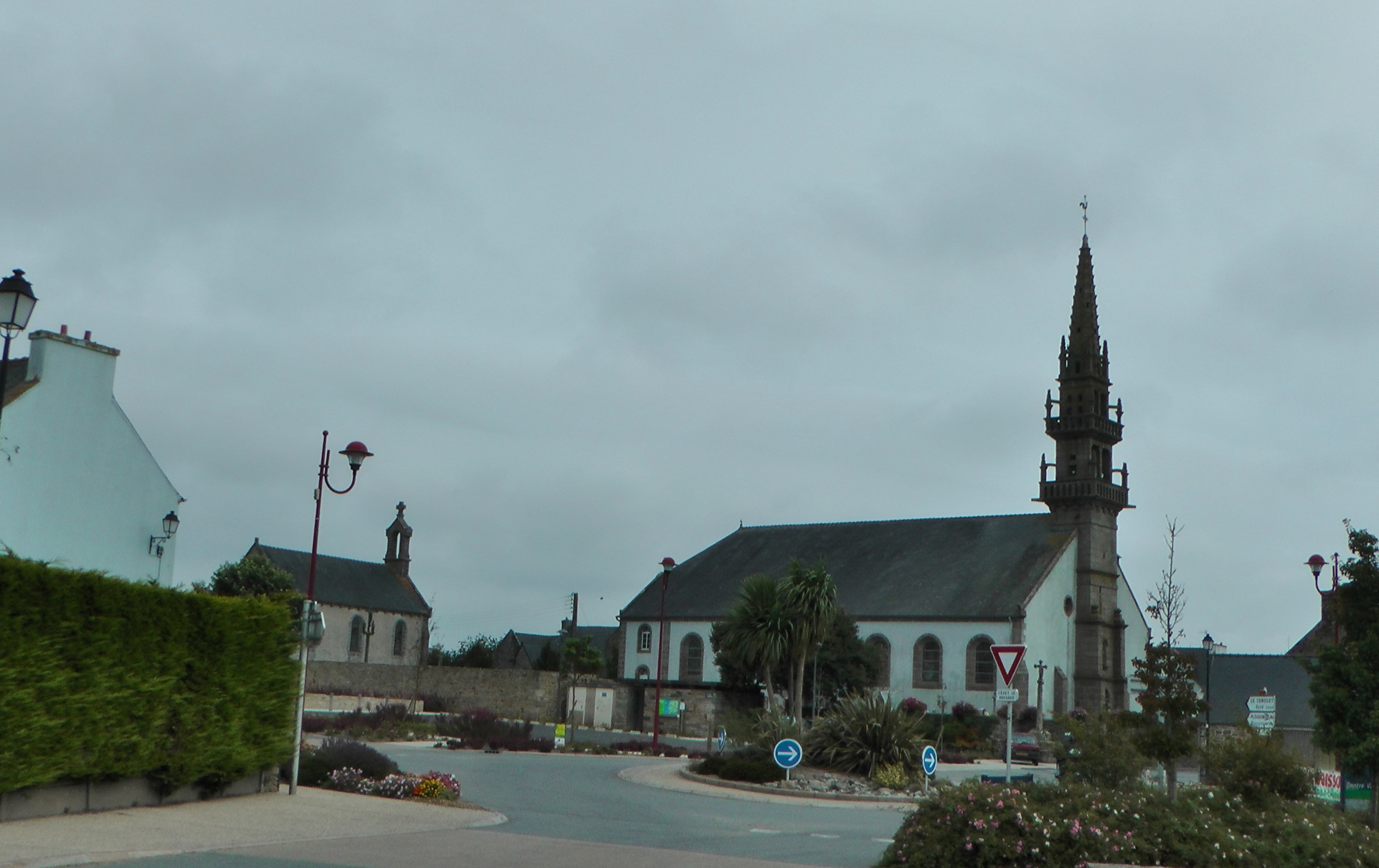
Kirche Saint-Pierre

Siehe auch: Liste der Monuments historiques in Ploumoguer